# Người Khanty

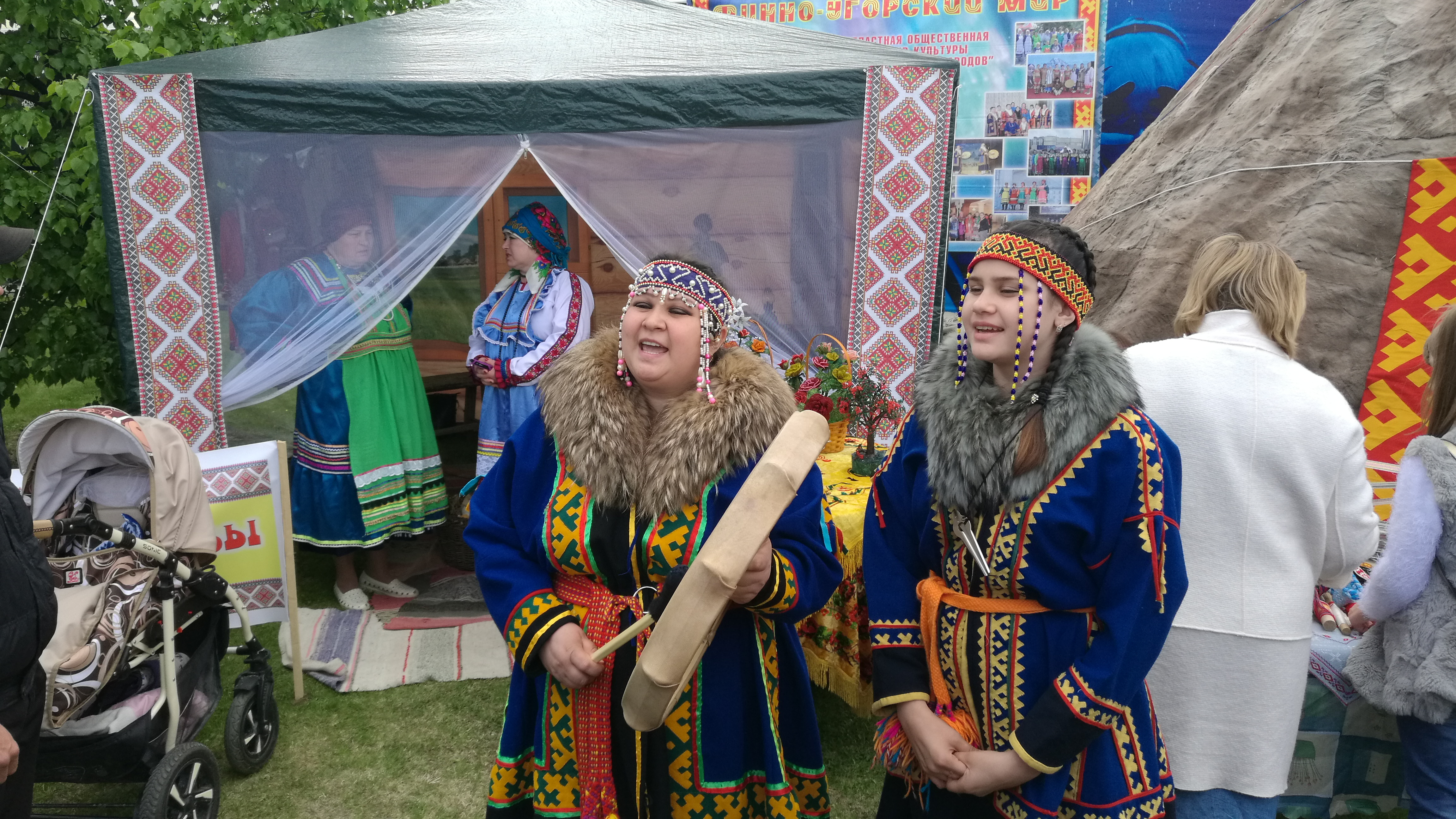
Hai phụ nữ người Khanty trong một lễ hội

Người Khanty (trước đây trong các văn bản cũ còn gọi là người Ostyaks) là một nhóm người bản địa Ugria sống ở vùng Khanty–Mansi Autonomous Okrug của nước Nga. Đây là bộ tộc có truyền thống chăn nuôi tuần lộc để làm kéo xe, lấy thịt, lông. Khoảng 22.500 người Khanty sống ở miền Tây Siberi là một trong 30 dân tộc khác nhau trong vùng này. 

## Đời sống

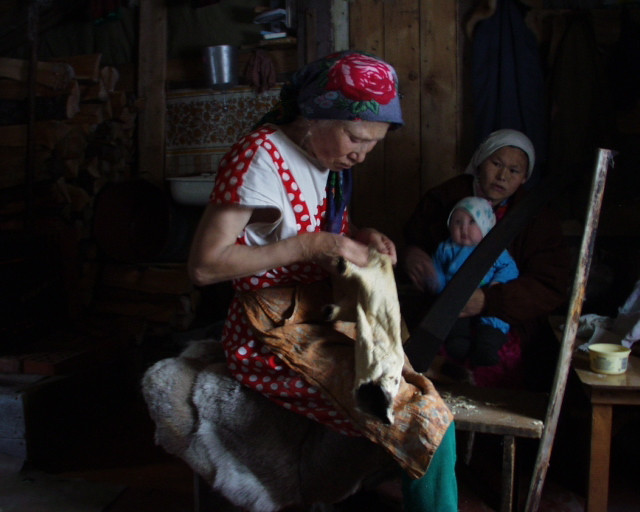
Một phụ nữ của bộ tộc đang thêu thùa

Khanty là những người bán du mục, như hầu hết những người chăn gia súc khác, theo truyền thống, người Khanty di chuyển quanh vùng cùng đàn tuần lộc của mình, thỉnh thoảng dừng chân ở "chum" (lều bằng da tuần lộc) và đôi khi ở lại những ngôi nhà gỗ, nơi họ luôn có lửa để sưởi ấm, rêu được nhồi giữa những súc gỗ để cách nhiệt. Thực phẩm chính của người Khanty là thịt động vật, họ cũng đi săn, bắt cá, nhặt quả mọng. Trong đó, việc chăn nuôi tuần lộc mang lại gần như đầy đủ cho người Khanty, từ thức ăn cho tới mọi thứ khác, họ bán tuần lộc và lông thú mà họ săn được để đối lấy những sản phẩm khác.

## Tín ngưỡng
Người Khanty tôn kính những vị thần cai quản động vật, thần rừng và thần sông. Vị thủ lĩnh ở vị trí trung gian giữa thế giới người và thế giới tâm linh, với một hệ thống phức tạp các vị thần. Họ cũng là người thực hành tín ngưỡng và chữa bệnh, là pháp sư, là vị lãnh đạo tinh thần của cộng đồng. Vũ trụ luận của người Khanty là thế giới linh hồn có nhiều tầng, gồm những vị thần bầu trời phương Đông, những linh hồn trái đất, một thế giới bên dưới mặt đất thỉnh thoảng kết giao với hương Bắc. Một số linh hồn trái đất được tin là linh hồn của những tổ tiên đã chết, đặc biệt là các thầy phù thủy (pháp sư). Tuần lộc là nguồn sống và là tinh thần, tín ngưỡng của người Khanty.
Đặc điểm dòng dõi được phản chiếu trong cấu trúc tâm linh là mỗi dòng dõi và bào tộc (thị tộc gốc tạo thành bộ lạc) có một sự liên kết với tô-tem (vật tổ). Như người Por thì có mối liên kết với Gấu thiêng bị cấm săn hoặc ăn thịt gấu, trừ trong những nghi lễ của họ. Hầu hết các bộ tộc Khanty mối liên hệ với Thỏ rừng thiêng. Quan niệm của người Khanty về thượng đế, bắt nguồn từ Chính thống giáo Nga, mường tượng những linh hồn Khanty sống ở nơi những con tuần lộc sinh sản bình thường. Nhiều nghi lễ truyền thống của người Khanty nay đã không còn, hoặc đã bị thế tục hóa. Nhưng bói toán để khám phá danh tính của một đứa trẻ như là một tổ tiên đầu thai thì vẫn được thực hiện thường xuyên.
Ngày lễ chính Sông Ob, một ngày lễ lớn vào giữa mùa hè của những người đánh cá, là thời gian để ăn uống no say. Người Khanty tin có nhiều linh hồn (như đàn ông có 5 linh hồn, còn phụ nữ có 4), nên họ đặc biệt thận trọng giữ gìn linh hồn trong những đám ma và những ngày lễ tưởng nhớ. Trong khi một trong số những linh hồn, lil, có thể trú ngụ trong hình ảnh tổ tiên và thậm chí đầu thai, những linh hồn khác có thể lên trời, hoặc trở thành chim, hay bị quỷ dữ đánh cắp. Họ cho rằng mình có thể liên hệ với thế giới thần linh bằng cách hiến sinh tuần lộc hoặc ngựa.

## Tình cảnh
Việc khai thác dầu trên đất của người Khanty làm hư hại những cánh rừng và những hồ nước thiêng, giết hại những con tuần lộc và đe dọa những con thú khác. Nhiều người Khanty hiện tại đã bị buộc phải rời bỏ đất đai và từ lâu không còn con tuần lộc nào. Ngày nay, mối đe dọa với họ là những công ty dầu mỏ, những công ty dầu mỏ đến chẳng cần hỏi ý kiến người Khanty, hoặc lừa dối họ với những hứa hẹn đền bù. Họ phải tới sống trong những "làng quốc gia" cách xa vùng săn bắn truyền thống của mình và trở nên phụ thuộc vào sự phân phối của các công ty dầu mỏ để tồn tại.